# Schizoprymnus maai
Schizoprymnus maai är en stekelart som beskrevs av Papp 1993. Schizoprymnus maai ingår i släktet Schizoprymnus och familjen bracksteklar. Inga underarter finns listade i Catalogue of Life.